# Екотероризм

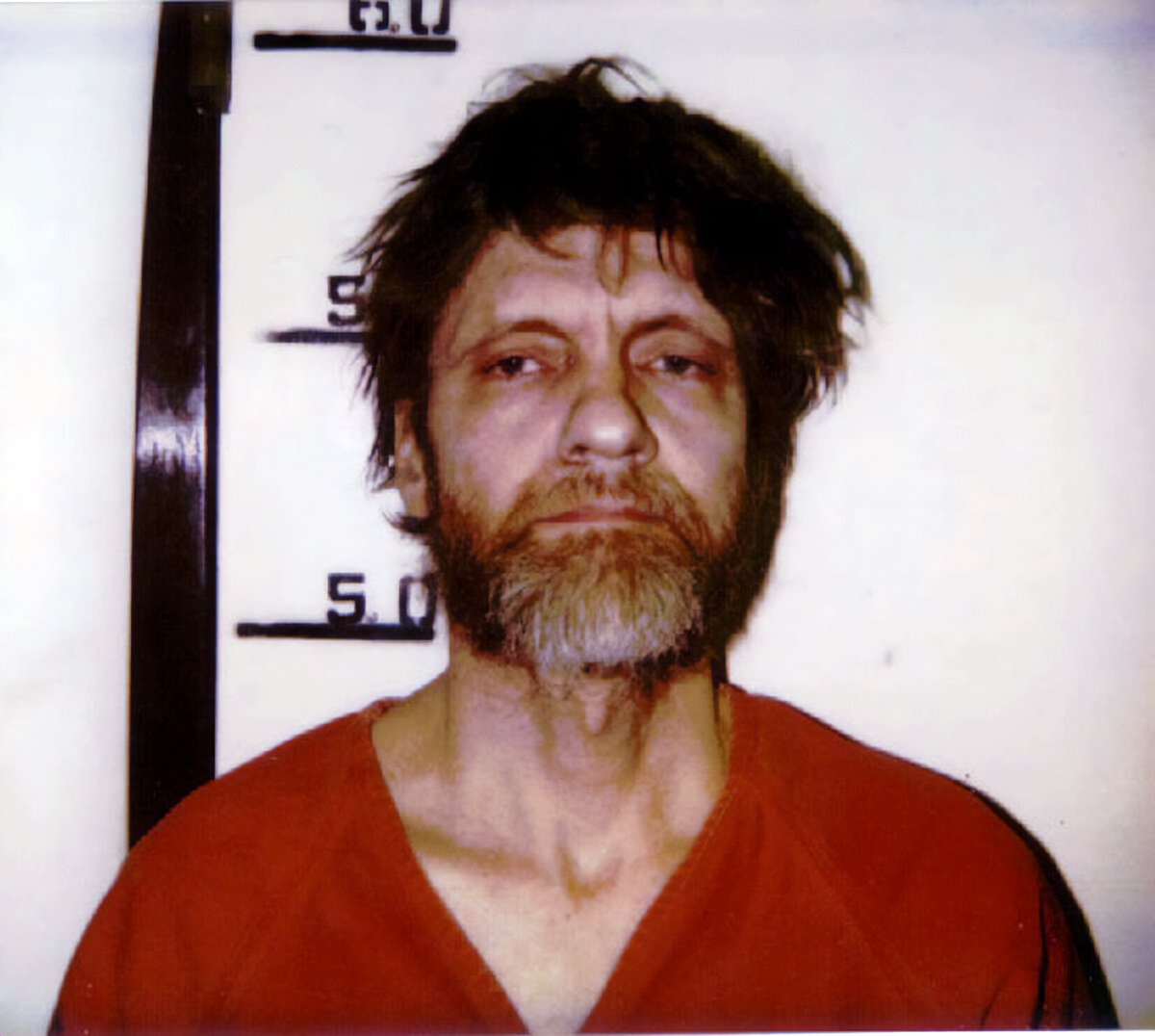
Теодор Качинський

Екотероризм (інколи як «зелений тероризм») — вид тероризму, що здійснюється під гаслами збереження природного середовища та захисту прав тварин або дикої природи (wildlife) в цілому.

## Тлумачення поняття
Різні джерела визначають термін дещо по-різному. З точки зору ФБР США, екотероризм визначається як «використання загроз або насильства кримінального характеру проти невинних жертв або їх власності з боку організацій, орієнтованих на охорону природи з політичних причин, часто включаючи дії символічного характеру». За даними ФБР, в період 2003—2008 років екотероризм приводив до щорічних збитків на суму близько 200 млн доларів США лише на території Сполучених Штатів Америки. На думку ФБР, з початком XXI століття подібна діяльність і тактика набула суспільно-небезпечного характеру.
- не плутати з Екотаж

До дій прихильників екотероризму інколи вживають термін екотаж (еко + саботаж).

## Дії «зелених», що розцінюються як радикальні і терористичні
Окремі захисники «прав тварин», прихильники біоцентризму, об'єднуються в угруповання, які вчиняють провокаційні, в тому числі протизаконні дії, спрямовані проти, як вони вважають, жорстокого поводження з тваринами.
Перші подібні протиправні дії, за даними ФБР США, були скоєні в 1977 році, коли активісти Грінпісу (Greenpeace) та організації «Товариство охорони морської фауни» розрізали сіті рибних промисловиків.
Радикальні природоохоронні організації займаються екотероризмом з метою вплинути на громадську думку.
З 1997 по 1999 рр. активісти «Фронту визволення Землі» завдали збитків у розмірі 40 млн доларів, здійснивши 33 акції, серед яких — підпал гірськолижного курорту в Вейлі (1996), підпал бюро управління земельними ресурсами в штаті Орегон та відділення рейнджерів Федеральної лісової служби США в Ок-Ріджі (збиток 9 млн доларів), підпал бійні в Редмонді, штат Каліфорнія (збиток 1,3 млн доларів, 1997), вибух і повне знищення офісу корпорації Boise Cascade, що планувала почати будівництво деревообробного машинобудівного комплексу в Чилі (1999), підпал житлового комплексу в Сан-Дієго, штат Каліфорнія (2003).

Метою активістів «Фронту» є відновлення первісних екосистем, які «були знищені безсовісними і егоїстичними діями людської раси». На думку лідерів ELF, «вища мета цілком виправдовує засоби, і ніякі жертви (так званий побічний ефект) не повинні зупиняти нас». Професор кафедри світових релігій Вісконсинського університету Брон Тейлор: 
|  | Ви не можете зрозуміти цих хлопців, якщо не зрозумієте їх етичну і взагалі духовну мотивацію. Досить поверхневе знайомство «зелених» терористів з екологічною наукою і сучасним механізмом державної політики призводить до морального зриву і цинізму борців за відродження незайманої природи. |

Наприкінці XX століття активісти організації об'єдналися з «Фронтом визволення тварин» (Animal Liberation Front, ALF). ФБР в 2001 р. внесло його до списку терористичних організацій. Філії організації діють і в Росії та Україні.
- У жовтні 2008 р. у Великій Британії почалися слухання у справі борців за права тварин. Їх звинувачують у тому, що вони 6 років поширювали інформацію, що паплюжить співробітників Британського біомедичного центру Huntingdon Life Sciences[en] і погрожували розправитися з їх сім'ями. П'ятеро з восьми підсудних — члени Stop Huntingdon Animal Cruelty («Зупиніть жорстоке поводження з тваринами у Хантінгдоні»). Борці за права тварин звинувачуються в тому, що вони, за версією звинувачення, посилали співробітникам центру листи з погрозами і фальшиві бомби, псували їх автомобілі, на стінах їхніх будинків та під'їздів робили написи, в яких стверджувалося, що «тут живуть педофіли» або «тут живуть вбивці цуценят». Захисники прав тварин обіцяли дати біомедикам спокій лише у випадку, якщо вони відмовляться від роботи з Huntingdon Life Sciences.[10]

- У січні 2009 р. у Великій Британії семеро активістів рухів із захисту тварин отримали тюремні терміни від 4 до 11 років за шантаж наукових та фармацевтичних компаній. Їх визнали винними в організації кампаній проти фірм, що проводять досліди на тваринах. Як визначив суд, дії групи були спрямовані на припинення лабораторних дослідів з використанням тварин, а злочинці намагалися створити «атмосферу страху» в наукових установах і фармацевтичних фірмах. За твердженням поліції, ці вироки «знекровили рух екстремістів-захисників прав тварин в Великій Британії».[11][12]

- У 2004 р. група невідомих скоїла низку нападів (останній — 8 травня) на біологічний факультет МДУ ім. М. В. Ломоносова, викравши ряд піддослідних тварин з кафедри зоології хребетних і кафедри вищої нервової діяльності. З лабораторій зникли, загалом (імовірно, були випущені на волю) ворони, велика кількість щурів, і п'ять кроликів. На стінах були намальовані написи і логотипи, що вказують на організацію «Фронт визволення тварин», але під підозрою опинились також самі студенти та співробітники біологічного факультету (з огляду на те, що викрадачі безперешкодно проникнули на факультет і відкрили двері ключем).[13]

Трохи раніше, 21 квітня 2004 р., з віварію науково-дослідного інституту нормальної фізіології ім. П. К. Анохіна РАМН за схожих обставин випустили 119 жаб!
Співробітники відзначили, що у разі, коли тварин дійсно випустили на волю, їх там неминуче чекає загибель, через непристосованість до життя на волі, а в ряді випадків — через особливий характер уже проведених над ними експериментів (таких як вживлення електродів, штучний розвиток алкоголізму та наркоманії, тощо), що виключають можливість подальшого самостійного існування тварини без медичного контролю.
- У лютому 2012 р. в США 27-річна Мередіт Лоуелл зі штату Огайо намагалася через Facebook найняти кілера для вбивства людини, одягненої в хутра. Дівчині потрібен був привід, щоб поширити листівки про жорстоке поводження з тваринами. Була затримана співробітниками ФБР.[15]

## Критика
ФБР називає діяльність войовничих захисників навколишнього середовища і захисників тварин «найбільшою терористичною загрозою в Сполучених Штатах» і вважає їх загрозою нації. ФБР звинувачує екотерористів у підпалах житлових будівель, наукових лабораторій та автосалонів, організації вибухів у офісах. За оцінками фахівців, збиток від дій «зелених» перевищив $100 млн і лише питання часу, коли така кримінальна діяльність почне приводити до загибелі людей.
Міністерство національної безпеки США також вважає деякі організації енвайронменталістів терористичними.
Директор ФБР США Луїс Фрі у своїй доповіді сенату прирівняв до терористичної діяльність радикальних борців за права тварин, борців проти абортів, захисників довкілля, борців проти ядерної зброї та енергетики.
Американський експерт Марта Лі вважає:
|  | Такі практично невиліковні хвороби, як рак і СНІД, з точки зору ідеологів екотероризму і його бойовиків, відверто вважаються не медичною проблемою, а «подарованим Всевишнім» зручним способом підірвати основи «згубного промислового розвитку для збереження живої природи в визначених Богом природних ареалах». |

Деструктивна діяльність радикальних природозахисних організацій неодноразово зазнавала критики і зі сторони більш поміркованих природозахисників. Наприклад, Рік Скеарс про Фронт визволення Землі пише, що його діяльність, мабуть, більше нашкодила, ніж принесла користі. Адже більшість речей, які вони зруйнували, були відновлені і відбудовані, і таким чином шкода природі була нанесена двічі — зокрема, для побудови однієї і тієї ж будівлі було витрачено майже вдвічі більше деревини. На жаль, найбільш неприємним наслідком діяльності цієї організації Рік Скеарс вважає те, що рух природозахисників став асоціюватися з тероризмом, а найбільш віддані активісти були втрачені внаслідок тюремних ув'язнень.